# Holocephalus eridanus
Holocephalus eridanus är en skalbaggsart som beskrevs av Olivier 1789. Holocephalus eridanus ingår i släktet Holocephalus och familjen bladhorningar. Inga underarter finns listade i Catalogue of Life.